# Vínek
Vínek (240 m n. m.) je vrch v okrese Litoměřice Ústeckého kraje. Leží asi 0,5 km jihozápadně od obce Vražkov na jejím katastrálním území.

## Geomorfologické zařazení
Geomorfologicky vrch náleží do celku Dolnooharská tabule, podcelku Řipská tabule, okrsku Krabčická plošina, podokrsku Straškovská plošina a Straškovské části.